# Специальный трибунал безопасности государства
Специальный трибунал безопасности государства (также Специальный трибунал национальной обороны, итал. Tribunale speciale per la sicurezza dello Stato) — специальный суд
Королевства Италия в период режима Муссолини. Создан 25 ноября 1926 для борьбы с правонарушениями против безопасности государства.
Учреждён Законом от 25 ноября 1926, № 2008.
Специальный Суд действовал согласно нормам Уголовного Устава для Армии для времени боевых действий. На приговоры Суда не могли подаваться апелляции и прошения о помиловании. Его решения были окончательны и неоспоримы. Суд действовал до самого конца фашистского режима в Италии и был распущен 25 июля 1943, вследствие падения режима Муссолини.
В Итальянской Социальной Республике был восстановлен подобный суд, но он не имел уже той власти, как прежде, и в 1945 году был распущен.

## Состав
- президент, выбравшийся руководством Королевской Армии, Королевских Военно-морских сил, Королевской Авиации и фашистской милиции.
- пять судей, выбравшихся чиновниками фашистской милиции, имевших звание консула.
- докладчик, выбиравшийся из чиновников военных судов.

## Президент
- Карло Санна (1926—1928)
- Гуидо Кристини (1928—1932)
- Антонио Трингали Казанова (1932—1943)